# Janez Pirnat
Janez Pirnat (ur. 25 września 1932 w Lublanie, zm. 26 stycznia 2021 w Postirze) – słoweński rzeźbiarz, syn Nikolaja Pirnata, także rzeźbiarza i karykaturzysty.
W latach 1953–1959 studiował rzeźbę w lublańskiej Akademii, pod kierunkiem profesorów Frančiška Smerdu i Karla Putriha. Następnie kontynuował studia w Instytucie Socjologii i Filozofii w Lublanie. Był uczestnikiem Sympozjum Rzeźbiarskiego „Forma Viva” w Portorožu w 1965. Prezentował swoje prace na wystawach indywidualnych i zbiorowych w całej Jugosławii, a także we Włoszech. Jego prace wykazują wpływy kubizmu, a jednocześnie sprawiają wrażenie niedokończonych bądź uszczerbionych, jest to charakterystyczna cecha stylu Pirnata. Jego autorstwa są m.in.: pomnik generałów partyzanckich w Šubičevie oraz pomnik ziemniaka w Šenčur.